# Württembergische Landesvermessung

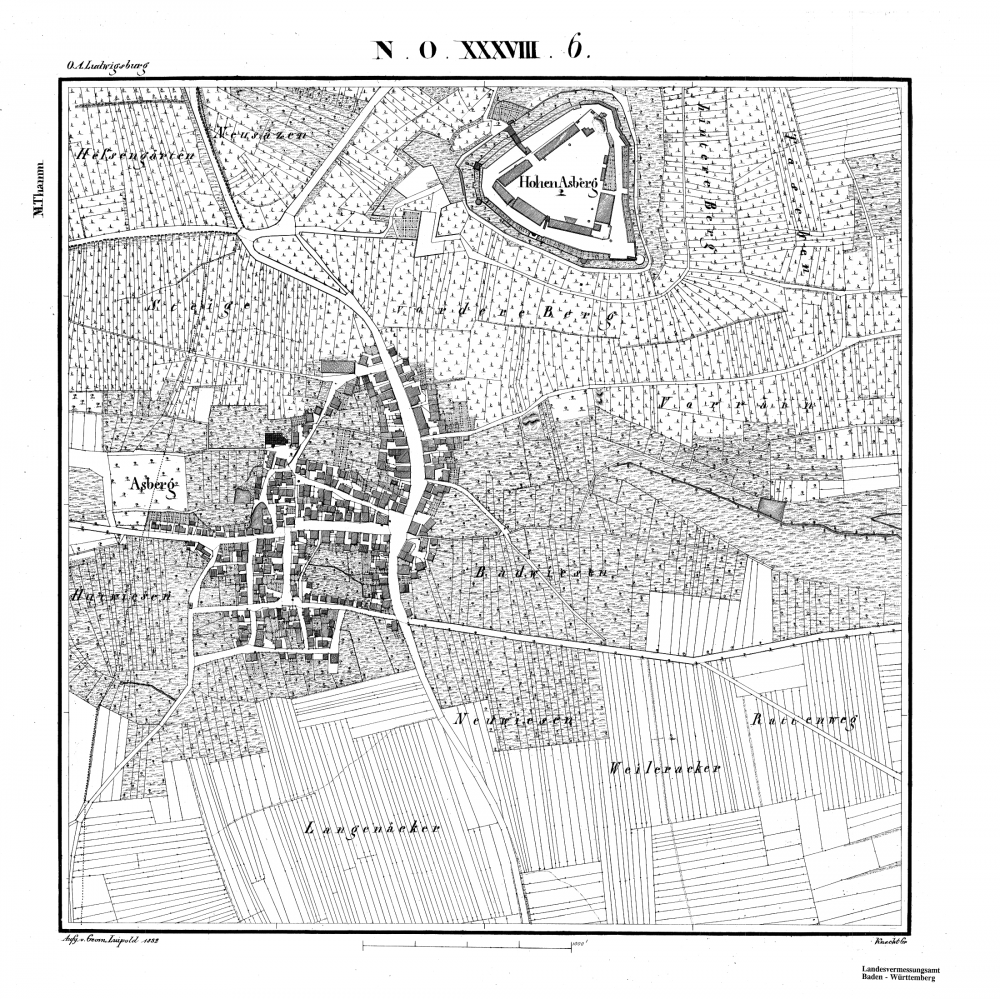
Urflurkarte von Asperg mit Festung Hohenasperg (Quadrant NO, Schicht XXXVIII, Blatt 6 von 1832)

Württembergische Landesvermessung bezeichnet die von 1818 bis 1840 im Königreich Württemberg durchgeführte Vermessung und Kartierung des Landes.

## Geschichte
Als Folge der Umwälzungen der napoleonischen Zeit hatte sich das 1806 zum Königreich erhobene Land Württemberg bis zum Jahr 1810 auf 19.514 km², gut das Doppelte der Fläche von 1801, vergrößert. Entsprechend der Vielzahl früherer Herrschaften gab es in den verschiedenen Landesteilen in Umfang, Aufbau und Genauigkeit höchst unterschiedliche Grundstücksverzeichnisse. Diese – zumeist als Güter-, Lager- oder Steuerbücher bezeichnet – erfüllten zwei Zwecke: Einerseits dienten sie, als Vorläufer des heutigen Grundbuchs, dazu, alle mit den Grundstücken verknüpften Rechtsgeschäfte (Verkauf, Verpfändung, Grunddienstbarkeiten) einzutragen, andererseits bildeten sie ein wichtiges Hilfsmittel für die Erhebung der Grundsteuer. Um die Steuer nicht willkürlich, sondern nach einem nachvollziehbaren System, beruhend auf Größe, Nutzung und Ertragswert der Grundstücke, festsetzen zu können, mussten die Bücher vereinheitlicht und alle Flächen genau vermessen werden. Weitere Anwendungen der Vermessung hatte man im damals vorwiegend von der Landwirtschaft geprägten Königreich noch nicht im Sinn; sie sollten aber bald an Bedeutung gewinnen (Straßen- und Wasserbau, Eisenbahnbau ab 1845).
König Wilhelm I., seit 1816 regierend und fest entschlossen, Württemberg zu einem modernen Staatswesen umzugestalten, ordnete per Dekret am 25. Mai 1818 die Landesvermessung an. An die Spitze der hierfür eingerichteten Behörde, der Katasterkommission, berief er seinen Finanzminister, Ferdinand Heinrich August von Weckherlin. Die wissenschaftliche Leitung übernahm der Tübinger Professor Johann Gottlieb Friedrich von Bohnenberger, die Organisation lag in den Händen von Vermessungsdirigent Franz von Mittnacht (1781–1849).
Die im Herbst 1818 bei Tübingen begonnenen Vermessungsarbeiten, deren technische Durchführung auf den in Bayern seit 1801 und von Bohnenberger selbst bei der Charte von Schwaben seit 1795 gemachten Erfahrungen aufbaute, dauerten bis zum 1. Juli 1840. Dabei waren durchschnittlich 90, insgesamt 500 Geometer im Auftrag des königlichen „Statistisch-topographischen Bureaus“ beschäftigt. Die Gesamtkosten betrugen 3.820.000 Gulden, was rund 40 Prozent eines seinerzeitigen Jahresetats des Staates entsprach.

## Geodätisches Bezugssystem und Triangulation

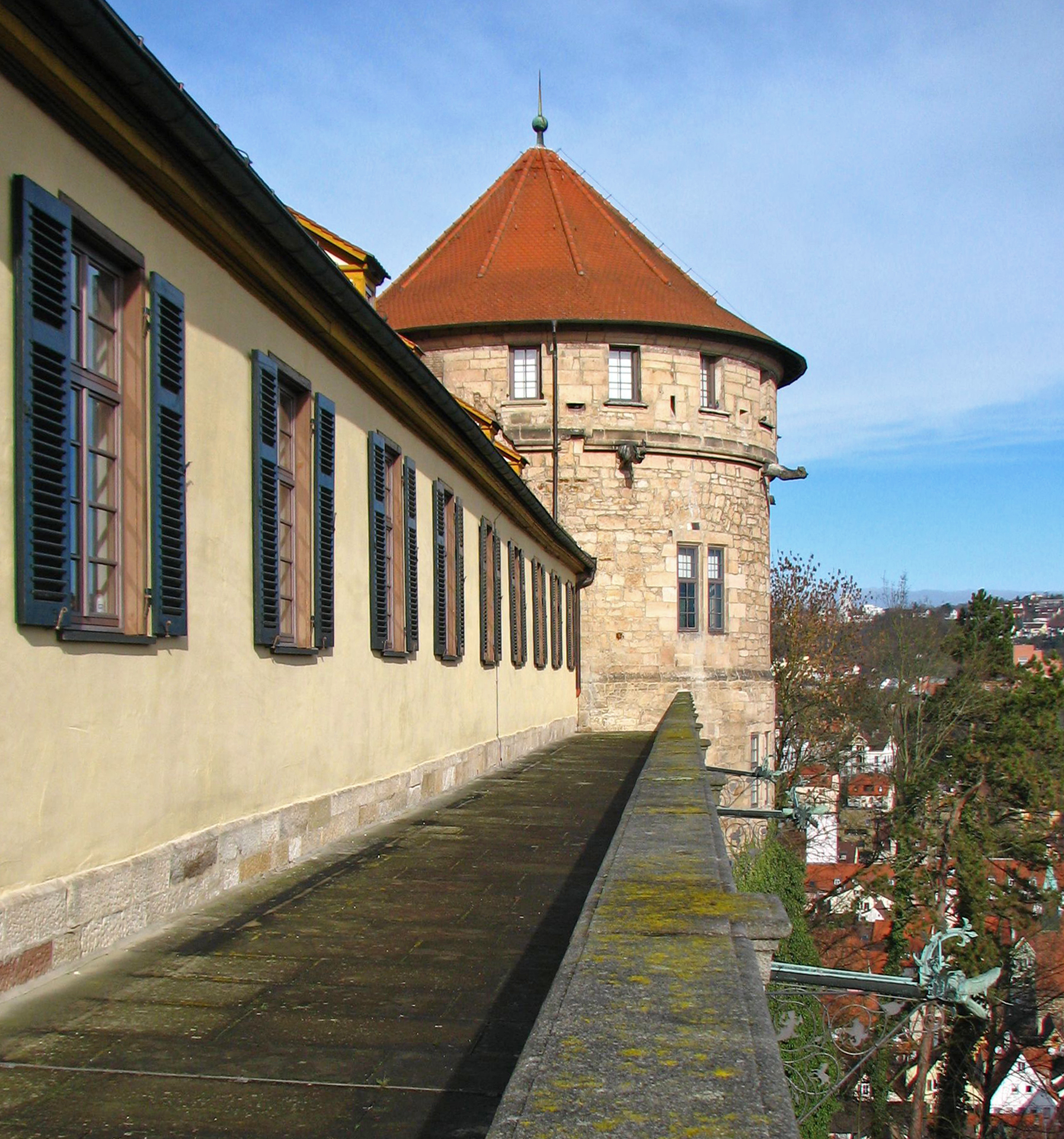
Fundamentalpunkt war der Nordostturm des Tübinger Schlosses

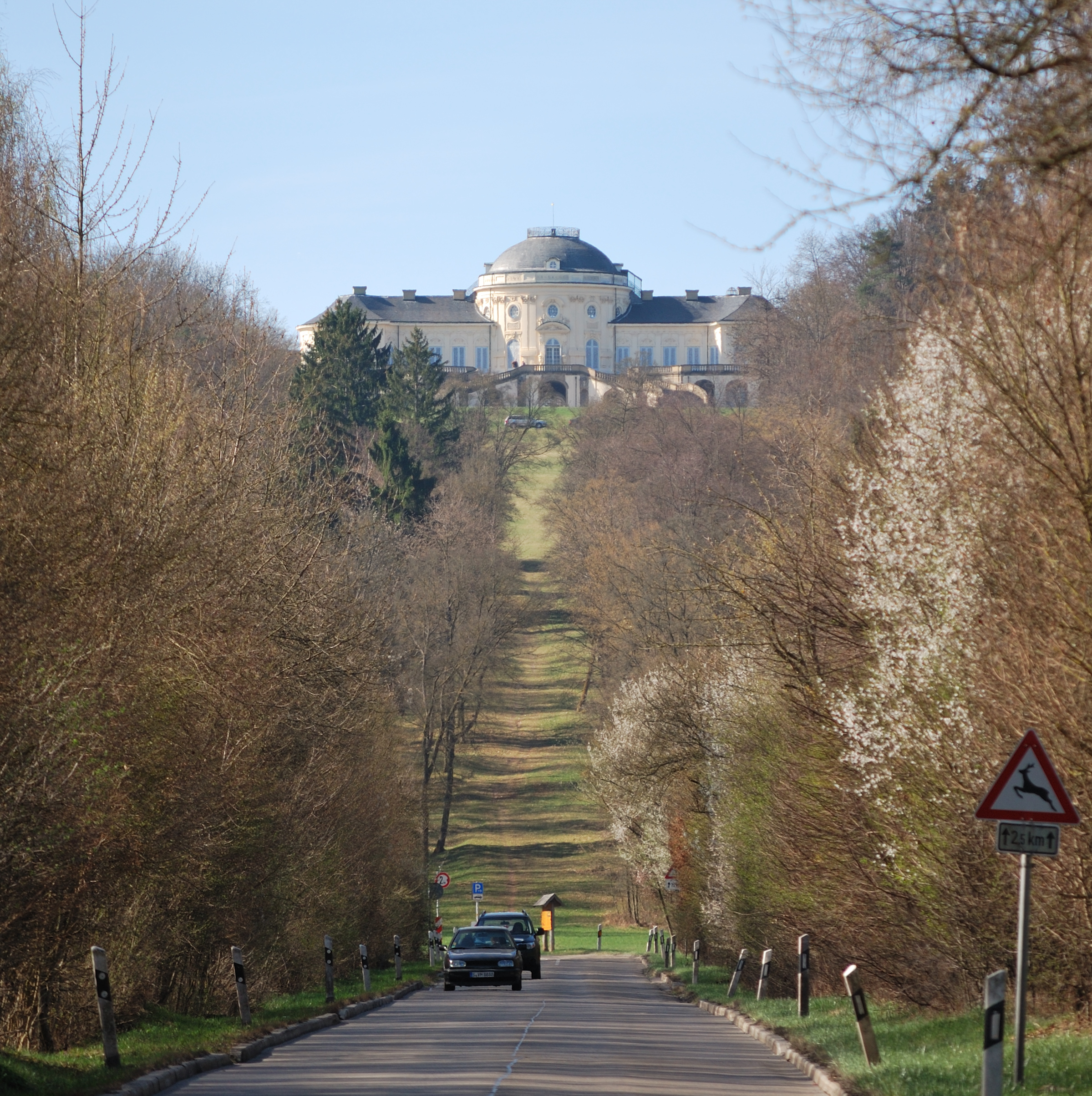
Als Basislinie sollte die Strecke der Solitude-Allee dienen

### Fundamentalpunkt
Als Fundamentalpunkt und Nullpunkt des württembergischen Koordinatensystems legte Bohnenberger sein Observatorium im Nordostturm von Schloss Hohentübingen fest, dessen geografische Koordinaten er wie folgt ermittelte:
- 48° 31′ 12,4″ nördliche Breite,
- 26° 42' 51,0″ Länge östlich Ferro.

### Triangulation
Bohnenberger bestimmte die Winkel der Hauptdreiecke überwiegend selbst und konnte diese Aufgabe bis zu seinem Tod 1831 fast fertigstellen. Den Berechnungen legte er ein Erdellipsoid mit einer großen Halbachse von (in heutiger Maßeinheit) 6.376.604 m und einer Abplattung von 1/312,7 zugrunde. Für Haupt- und Sekundärnetz wandte er die Formeln der sphärischen Trigonometrie auf einer das Ellipsoid approximierenden Kugel an. Insgesamt umfasste das Dreiecksnetz 32.760 Signalpunkte, davon 75 im Hauptnetz.

### Richtungsbestimmung
Zur Orientierung des Dreiecksnetzes ermittelte Bohnenberger das Azimut der Strecke Tübingen–Kornbühl. Hierbei griff er auf seine bereits 1792 als Vorarbeit für die Charte von Schwaben durchgeführten Messungen zurück, die sich später als nicht ganz exakt erweisen sollten. Deshalb ist die Abszisse des württembergischen Koordinatensystems gegenüber der Nordrichtung des Meridians um etwa 16″ nach Osten verdreht.

### Basismessung

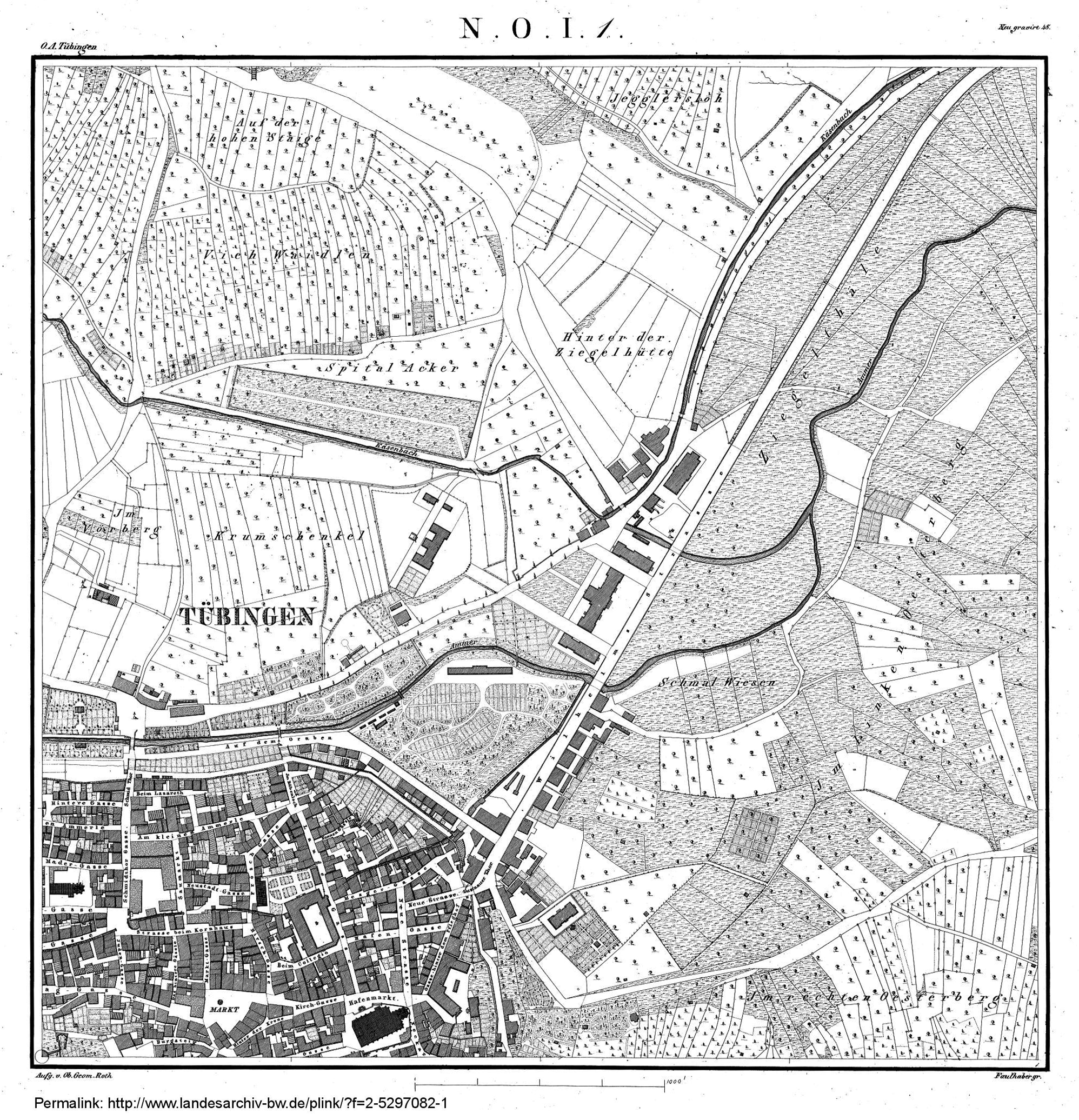
Tübingen 1848 auf der Flurkarte 1:2.500, Quadrant NO, Schicht I, Reihe 1, mit dem Fundamental- und Nullpunkt der Landesvermessung (Ecke links unten)

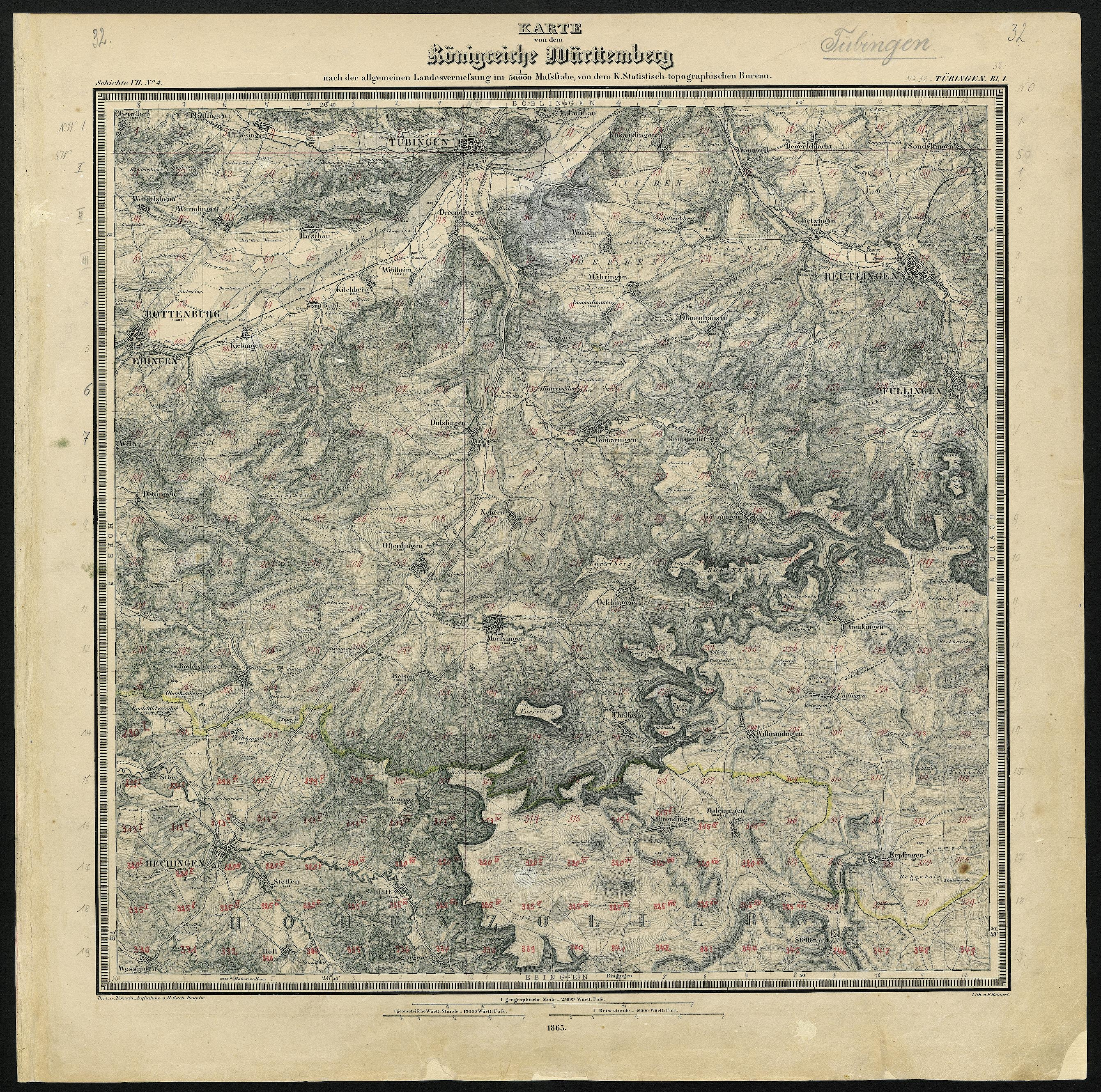
Tübingen 1851 auf Blatt 32 im Topographischen Atlas des Königreichs Württemberg (1:50.000)

Bohnenberger beabsichtigte 1818, die Längenangaben des Vermessungswerkes auf der Messung einer gut 13 Kilometer langen Basislinie auf der 1768 schnurgerade angelegten Solitude-Allee zwischen Ludwigsburg und dem Schloss Solitude aufzubauen. Jedoch verzögerte sich die Lieferung der in Paris bestellten Kopie der Toise du Pérou, die zur Eichung der Messstangen unbedingt erforderlich war. Um den Beginn der Stückvermessung nicht weiter hinausschieben zu müssen, maß man im April 1819 mit den vorhandenen – nicht geeichten – Werkzeugen eine rund 5 Kilometer lange „Hilfsbasis“ im Ammertal bei Tübingen, deren Länge von 17.499,07 Fuß allen folgenden Berechnungen zu Grunde lag. 
Nachdem die Toise aus Paris endlich eingetroffen war, holte man ab 18. September 1820 die Messung der „Hauptbasis“ auf der Solitude-Allee nach und erlebte eine unliebsame Überraschung: Gemessen wurden 45.491,30 Fuß, während die Berechnung aus der Hilfsbasis eine Länge von 45.501,64 Fuß erwarten ließ. Für die große Abweichung gab es nur eine Erklärung: Die bei der Hilfsbasis benutzten Messstangen waren zu kurz und deshalb die Maßzahl zu groß. Für die eigentlich naheliegende Lösung, nämlich die Länge der Hilfsbasis und alle darauf beruhenden Werte zu korrigieren, war es bereits zu spät, denn die Stückvermessung war in vollem Gange und arbeitete mit den „falschen“ Koordinaten. So musste Bohnenberger zu zwei Kunstgriffen Zuflucht nehmen. Er behielt die Maßzahlen der auf der Hilfsbasis aufgebauten Längen bei, ersetzte aber die Einheit Fuß durch den Landesvermessungsfuß (ein LV-Fuß gleich 126,97 Pariser Linien). Den noch verbliebenen Fehler eliminierte er, indem er die gemessene Länge der Hauptbasis (in der neuen Einheit gleich 45.502,05 LV-Fuß) auf den ad hoc eingeführten Landesvermessungshorizont von 840 Pariser Fuß (rund 273 Meter) über Meereshorizont reduzierte. Damit ist das württembergische das einzige deutsche Vermessungssystem, dessen Längen sich nicht auf Meereshöhe beziehen. Die parallele Verwendung zweier Maßeinheiten (LV-Fuß für die Koordinaten der Dreieckspunkte, gesetzliche Fuß für die Stückvermessung) fand erst mit der Einführung des Metermaßes zum 1. Januar 1872 ein Ende.

## Württembergisches Koordinatensystem
Es werden Soldner-Koordinaten mit Nullpunkt Tübingen verwendet. Bei der Umrechnung in andere Koordinatensysteme (etwa Gauß-Krüger) sind vorweg die oben erwähnte Verdrehung und der abweichende Horizont zu berücksichtigen.

## Kartenwerke

### Flurkarte 1:2.500
Als sichtbares Ergebnis der Stückvermessung entstand neben den einheitlichen Güterbüchern und den sog. Primärkatastern die württembergische Flurkarte. Sie wurde von Beginn an als Rahmenkarte im Maßstab 1:2.500 geführt. Dabei stellen die Rechts- und Hochwerte (Soldner-Koordinaten als ebene kartesische Koordinaten abgebildet) der jeweiligen Randlinien ganzzahlige Vielfache von 4000 Landesvermessungsfuß dar, so dass jede Flurkarte als Quadrat mit 45,83 cm Seitenlänge erscheint. Ausgehend vom Nullpunkt Tübingen werden die Kartenblätter mit Quadrant (NO, NW, SW oder SO), „Schicht“ (Zeile) und „Reihe“ (Spalte) bezeichnet. Insgesamt wurden 15.572 Flurkarten aufgenommen. Die Vervielfältigung erfolgte zunächst mittels Lithografie, seit den 1930ern vorwiegend im Lichtpausverfahren.

### Topographischer Atlas 1:50.000
Das 1820 gegründete Königlich Statistisch-Topographische Bureau begann sogleich mit der topografischen Landesaufnahme, die zeitnah auf der Katastervermessung aufbaute. Als Arbeitskarten benutzte man die Originalblätter, bestehend aus zehn mal zehn in den Maßstab 1:25.000 verkleinerten Flurkarten, in die man die mit einfachen Instrumenten gemessenen oder geschätzten Geländeneigungen eintrug. Die kartografische Geländedarstellung erfolgte in Form von Schraffen nach dem Lehmannschen Verfahren. Indem vier Originalblätter auf halbe Größe verkleinert und zusammengesetzt wurden, ergab sich ein Blatt des Topographischen Atlas 1:50.000, das somit die Fläche von 400 Flurkarten umfasste. 1826 erschien das erste der insgesamt 55 Atlasblätter, 1851 das letzte. Mit exakten Höhenangaben konnte die Erstauflage nicht dienen, denn die trigonometrische Höhenaufnahme begann erst 1859, ein systematisches geometrisches Nivellement sogar erst 1868.